# 垂序珍珠茅
垂序珍珠茅（学名：Scleria onoei）为莎草科珍珠茅属下的一个种。

## 扩展阅读
維基物種上的相關：垂序珍珠茅